# Leyenda de la fundación de Madrid
Durante el siglo de Oro, numerosos literatos y eruditos crearon ad hoc una leyenda clásica que se amoldase a una hipotética fundación épica de la ciudad de Madrid, capital del que entonces era el Imperio español, al estilo de la legendaria fundación de Roma a cargo de Eneas.

## Relato
Entre los supervivientes de la guerra de Troya (entre los cuales también estaba Eneas), se encontraba el príncipe Bianor. Este intentó establecerse en Grecia, pero no fue capaz de encontrar una nave con la que escapar a través del Egeo, por lo que tuvo que huir a través de los Dardanelos, y acabó asentándose en la actual Albania, donde fundó su reino. 
A la muerte de Bianor, su hijo Tíberis le sucedió en el trono, y este a su vez tuvo dos hijos, Tíberis y Bianor, legítimo e ilegítimo, respectivamente. Para evitar la pretensión al trono de su hijo bastardo, el rey Tíberis entregó una importante suma de dinero a la madre, la bella campesina Manto, apodada la Fatídica, y a su hijo Bianor, a cambio de que abandonasen el reino. Madre e hijo se dirigieron a Italia, donde Bianor fundó la ciudad de Mantua, en honor a su madre.
Siendo rey de Mantua, Bianor tuvo un sueño en el que Apolo le aseguraba fortuna si abandonaba el recién creado reino y partía con su ejército a la tierra donde muere el sol. Tras el sueño, e influenciado por lo premonitorio del mismo, Bianor se puso el prenombre de Ocno, suyo significado es «el que ve el porvenir a través los sueños», y se aprestó a seguir el onírico consejo. Según la leyenda, el viaje duró diez años, y una noche, mientras acampaba en un alto del camino, Apolo volvió a manifestársele en sueños para indicarle que aquel lugar era el elegido para que fundase una nueva ciudad a la que dedicaría el resto de su vida.
Al despertar, Ocno se encontraba en una pradera llena de vegetación, surcada por numerosos arroyos, y donde apacentaban a sus ganados unas gentes que se hacían llamar carpetanos, gente sin patria los cuales, según dijeron a Ocno, esperaban una señal divina para dejar de ser nómadas y asentarse en algún lugar. Al contarles Ocno su sueño, tanto su ejército como los carpetanos comenzaron a construir la muralla, el caserío y el palacio de la nueva ciudad. Y al construir el templo, surgió el conflicto sobre a qué deidad consagrarlo. Así, Ocno convocó en sueños a Apolo nuevamente para que este resolviese el dilema. Finalmente, Apolo dio la respuesta: La ciudad debía consagrarse a la diosa Cibeles, llamada Metragirta; esta deidad, hija de Saturno, había ofrecido su propia vida para que desapareciese la discordia de la Tierra.
Al despertar, Ocno supo que tenía que seguir el ejemplo de la diosa Metragirta. Contó a sus súbditos la decisión de Apolo, y a continuación ordenó cavar un foso, donde se metió, y se hizo tapar con una losa. Carpetanos y soldados se sentaron a orar sobre la losa, y al poco, de una tormenta que se formó en la sierra vecina, apareció la diosa Metragirta sobre un carro tirado por dos leones, sacó a Ocno de su tumba y lo hizo desaparecer. Y a la ciudad la llamaron Metragirta, que pasó a Magerit y finalmente a Madrid.